# Championnats d'Europe d'escalade 2008
Navigation
Édition précédente Édition suivante
Les Championnats d'Europe d'escalade 2008 se sont tenus à Paris (France), du 15 au 18 octobre 2008.
Ils ont marqué le retour de Paris dans l'organisation de rencontre d'escalade à haut niveau. Ces Championnats rappellent en particulier les Championnats du monde en 1997 qui avaient eu lieu au Zenith.
Ainsi cet évènement a eu un impact publicitaire très important, tant dans les magazines spécialisés que sur des sites internet ou encore dans la rue par des encarts publicitaires "4 par 3". Cela a eu des retombées médiatiques importantes notamment grâce à la diffusion de dossier et communiqués de presse.

## Organisation

### Dates
La compétition s'est étendue du 15 au 18 octobre. Les qualifications eurent lieu les 15 et 16 octobre tandis que les finales se déroulèrent les 17 et 18 octobre.

### Accès
Les qualifications étaient ouvertes à la presse et aux groupes scolaires tandis que les finales étaient ouvertes au public. 

### Tarifs
Le tarif public était de 24 €, de 19 € pour les licenciés et un tarif groupe (à partir de 10 personnes) diminuait le prix à 15 €. 
C'est l'un des rares cas où l'accès à une compétition d'escalade est payant. 

### Enjeux
Une difficulté importante dans l'organisation de cet évènement fut l’aménagement du lieu en temps record. Étant donné le coût important de la location du Palais Omnisports, il fallut préparer, monter et démonter la structure d'escalade rapidement.

## Podiums

### Hommes
| Épreuves   | Or                          | Argent                     | Bronze                    |
| ---------- | --------------------------- | -------------------------- | ------------------------- |
| Difficulté | Espagne Patxi Usobiaga      | Tchéquie Tomáš Mrázek      | France Manuel Romain      |
| Bloc       | France Jérôme Meyer         | Autriche Kilian Fischhuber | Suisse Cédric Lachat      |
| Vitesse    | Russie Evgeny Vaytsekhovsky | Ukraine Maksym Osipov      | Ukraine Maksym Styenkovyy |

### Femmes
| Épreuves   | Or                     | Argent                | Bronze                 |
| ---------- | ---------------------- | --------------------- | ---------------------- |
| Difficulté | Autriche Johanna Ernst | Slovénie Maja Vidmar  | Slovénie Mina Markovic |
| Bloc       | Slovénie Natalija Gros | Autriche Anna Stöhr   | Ukraine Hannah Midtboe |
| Vitesse    | Pologne Edyta Ropek    | Russie Olga Morozkina | Russie Anna Stenkovaya |